# Émile Tasset
Émile Tasset, né à Liège le 1er mai 1838 et mort dans sa ville natale le 17 novembre 1879 est un graveur, médailleur, dessinateur et caricaturiste belge.

## Biographie
Philippe Joseph Émile Tasset, né le 1er mai 1838 à Liège, est le fils de Jean Joseph Tasset, sellier-bourrelier, et Jeanne Josephe Dujardin, lingère,. Il se forme à l'Académie royale des beaux-arts de Liège, où il remporte plusieurs prix, et il y est l'élève d'Henri Ponchon, Hubert Distexhe et Gérard Buckens,,.

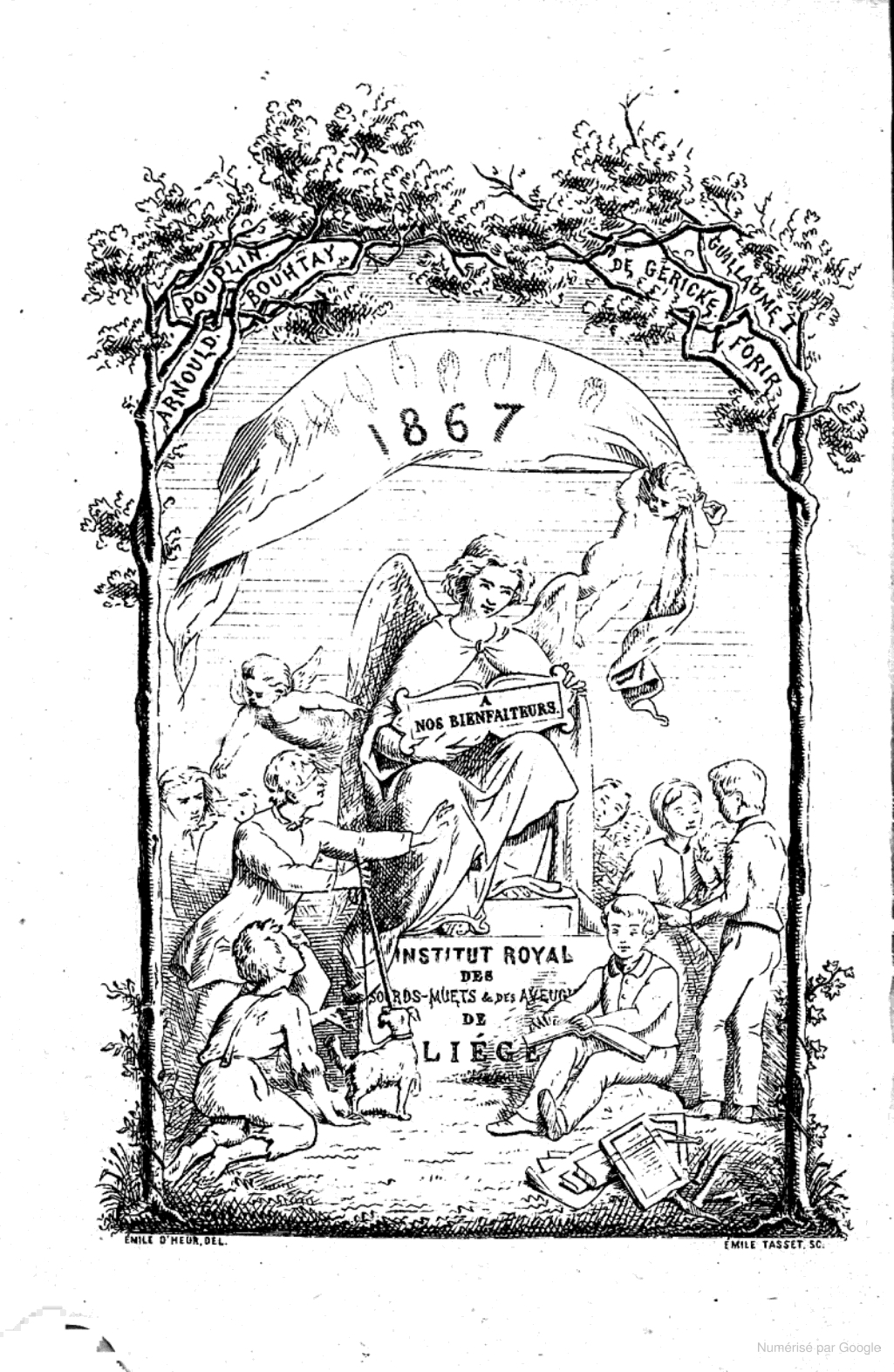
Émile Tasset d'après Émile D'Heur, Frontispice de l'Annuaire de l'Institut royal des sourds-muets et des aveugles, 1867.

En tant que dessinateur-graveur, il utilise la xylographie et la gravure en taille-douce (surtout l'eau-forte), et il se spécialise dans le portrait ainsi que dans le dessin satirique pour le journal Le Foyer (où il utilise l'anagramme Semitesta),,,. Il collabore occasionnellement avec le Journal Franklin et il est membre fondateur de l'Union des Artistes liégeois, prenant « une part active aux travaux de cette société »,. Cette dernière exerce « une influence heureuse sur le développement du goût artistique à Liège » au travers de ses publications (les Annales) et des expositions qu'elle organise.

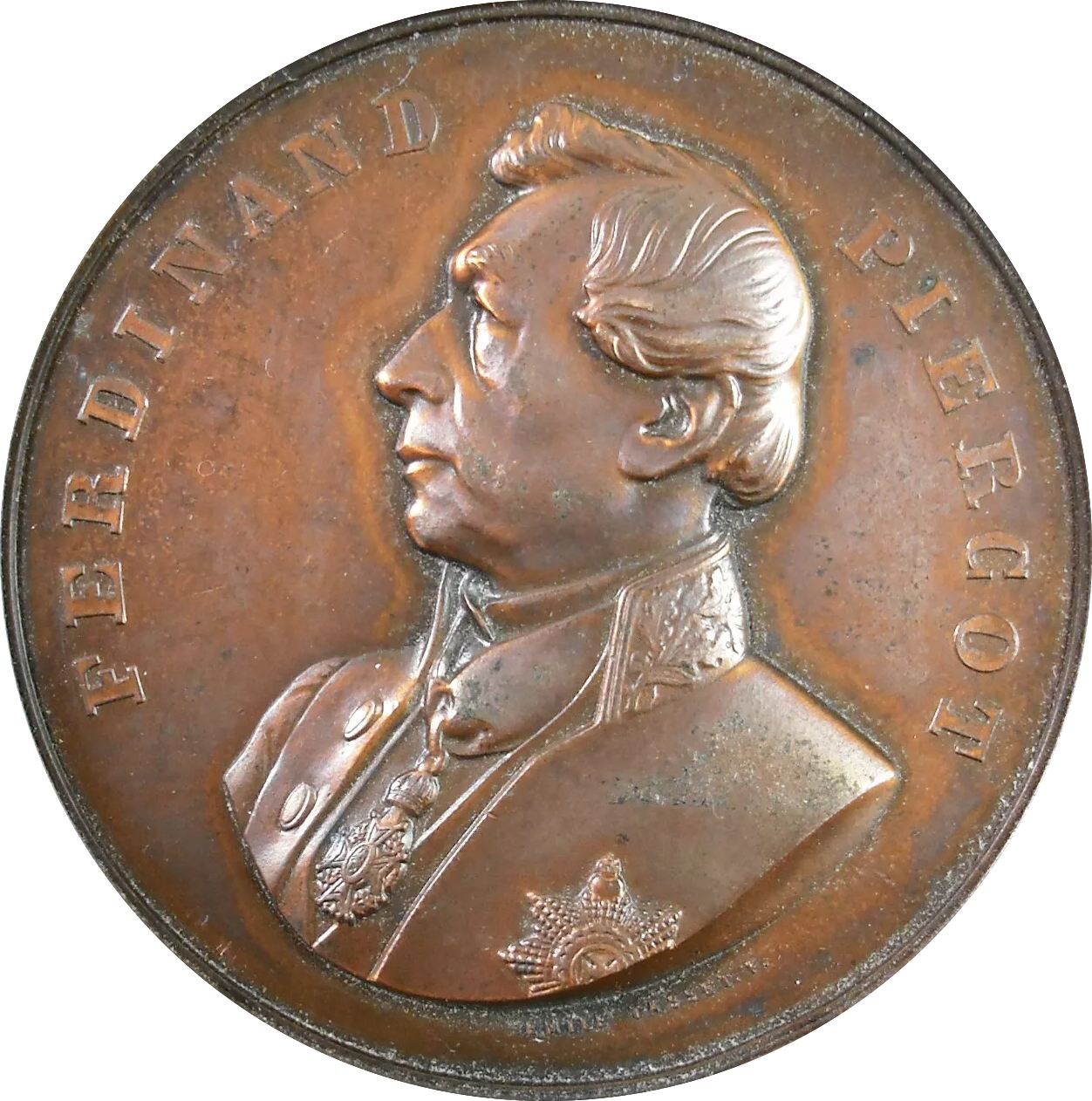
Émile Tasset, Avers de la médaille à la mémoire de Ferdinand Piercot, 1877-1879 (diamètre 6,0 cm).

Parmi sa production artistique comme médailleur, la Revue belge de numismatique mentionne sa médaille à la mémoire de Ferdinand Piercot où « il a su rendre avec un rare bonheur, la physionomie et l'attitude habituelle de l'honorable bourgmestre, et sans tomber dans les exagérations du réalisme, qui mènent trop souvent à la charge, il a négligé les petits détails des rides pour ne s'attacher qu'aux grandes lignes et aux plans principaux ». Des médailles d'Émile Tasset sont conservées au musée de la Vie wallonne.
Il est également l'auteur de diverses notices et études traitant de la numismatique et la gravure,, qui « se distinguent par leur précision et leur style clair ». Sont spécialement dignes de mention son étude Des nouveaux procédés de gravure de 1868, qu'il réalise après avoir été envoyé par le gouvernement belge à l'Exposition universelle de Paris l'année précédente, et son catalogue raisonné de l'œuvre du graveur luxembourgeois Richard Collin,,,.
L'artiste, « homme intelligent et distingué », meurt des suites d'une hémorragie le 17 novembre 1879,, alors qu'il venait d'être chargé de « l'exécution de la médaille de l'inauguration du monument élevé à Leopold Ier dans le parc de Laeken ». Ses funérailles se déroulent à l'église Saint-Pholien de Liège et il est inhumé au cimetière de Robermont.